# 奧爾卡-帕魯馬火山
奧爾卡-帕魯馬火山（Olca-Paruma），是南美洲的火山群，位於玻利維亞和智利之間接壤的邊境，東西全長15公里，因納斯卡板塊沉入南美洲板塊而形成。